# Бугенвільський жолоб
Бугенвільський жолоб — глибоководний жолоб в південно-східній частині Тихого океану, на південь від острова Бугенвіль. Довжина 330 км, середня ширина — 39 км, найбільша глибина — 9 103 м. В північній частині змикається з Новобританським жолобом.